# 霍普·索洛
霍普·艾美莉亞·蘇露（1981年7月30日—）生於华盛顿州里奇兰，是前美國女子足球運動員，司職門將，曾效力美国国家女子足球队，是一屆女子世界盃冠軍（2015年）和兩屆世界盃金手套獎得主（2011年、2015年）。

## 生平

### 早年
霍普·索洛早年在三城地区的三河足球俱乐部踢球。作为里奇兰中学的一名前锋，索洛共打进了109个进球，带领她的球队获得1996–1998年的联盟三连冠，并在最后一年获得了华盛顿州冠军。在此期间，她两次入选Parade全美最佳阵容。进入华盛顿大学后，索洛改打守门员，在零封对手的场次、扑救次数和场均失球数（GAA）各方面均保持校队历史最佳纪录。大学期间，她四次入选太平洋十校联盟最佳阵容，三次入选NSCAA全美最佳阵容。

### 球會

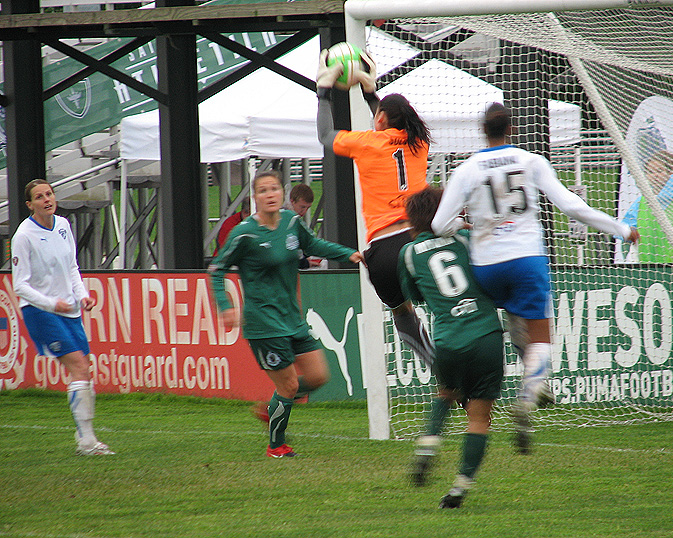
2010年4月蘇露於對賽波士頓開拓者時接實來球。

大学毕业后，索洛于2003年被WUSA的费城冲锋队（现已不存在）选中。2004年她为位于瑞典哥德堡的瑞典女子足球超級聯賽球队科帕堡/哥德堡FC效力，2005年则效力于法國甲組女子足球聯賽的奧林匹克里昂。
2008年9月16日，蘇露與兩名國家隊隊友洛麗·查盧普尼和蒂娜·埃勒森獲分配到新成立美国女子足球职业联赛（WPS）的聖路易斯競技（Saint Louis Athletica）。新聯賽於翌年3月29日展開，由於磨合需時，蘇露於首4輪聯賽被攻入6球，球隊僅取得兩和兩負未有勝仗的差劣開季成績。但其後成績反彈，蘇露在20輪常規賽上陣17場，被攻破大門14次，在聯賽於撲救及保持清白同樣排名第二，協助球隊取得常規賽次名參加季後賽超級準決賽（Super Semifinal），但以0-1不敵藍天出局。蘇露獲選2009年WPS年度最佳門將及入選WPS全明星賽（WPS All-Star 2009）。
2010年5月聖路易斯競技因財困於進行6輪賽事後在季中為迫解散，蘇露與兩名隊友一同轉投另一支美女職聯球隊亞特蘭大擊打（Atlanta Beat），由於她慣穿的「1」號球衣已被人佔用，故此改穿「78」號球衣。但季中蘇露在社交網絡Twitter的兩段留言再次掀起爭議，首先她指控波士頓浪花的球迷高叫攻擊性的口號及種族歧視；随即又在击打队0-1负于华盛顿自由队后质疑当值裁判的公正性以及联盟本身，后者给她带来了2500美元罚款及停赛一场的处罚。2010赛季结束后，索洛于9月22日进行了右肩手术。
2011年WPS赛季开始前，索洛与新加盟的球队神奇傑克签约。

### 國家隊
2000年进入成年国家队之前，索洛一直是各级国家青年队成员。她为国家队第一次出场是2000年4月在北卡罗来纳州的戴维森8-0大胜冰島隊的比赛。2004年她入选了奥运会阵容，作为一名后备球员随队前往雅典。2005年开始索洛成为国家队的首发门将。她拥有好几场国际比赛不失球的记录，最长的一次连续1054分钟保持不失球，这一纪录直到在阿尔加夫杯4-1胜法国的比赛中才宣告终结。
2007年女子世界盃
索洛是美国队在2007年女足世界杯上的首发门将，她在前四场比赛中丢了两球，在对陣瑞典、奈及利亞和英格兰的比赛中连续三场保持不失球。在对巴西的半决赛前，美国队主教练格雷格·瑞恩把索洛放到了替补席，而起用36岁的老门将布里安娜·斯柯里，后者在历来对巴西的比赛中均有不俗表现，但当时已经有三个月未曾打过一场完整的比赛了。结果美国以0-4负于巴西，结束了她们51场比赛不败（常规时间内）的记录，比赛上半场临近结束时，中场球员香农·博克斯领到了第二张黄牌被罚下场，美国队在剩余的大部分时间里都以10人应战。
07年世界杯余波
在半决赛结束后的一次即兴采访中，明显非常难过的索洛公开质疑瑞恩的决定：“这是一个错误的决定，任何对这项运动稍有了解的人都会明白这一点。毫无疑问我可以完成那些扑救！问题的实质在于，现在早已不是2004年了，现在是2007年，而你只能生活在现在！你不能依赖名气过日子，你不能生活在过去。当前的比赛和某些人在三年前的奥运会决赛上做了什么毫无关系。‘现在’才是你应该考虑的！” 尽管索洛第二天立刻发表了公开道歉，声明这并非她的本意，但很多人仍把她的言论视为对斯库里场上表现的批评。 2007年9月29日，主教练格雷格·瑞恩宣布索洛将不再随队训练，并且不会参加第二天对挪威队的争夺第三名的比赛。 队长克丽丝廷·利利宣称对索洛的决定是全队作为一个整体一致做出的。 美国队随后以4-1战胜挪威队。

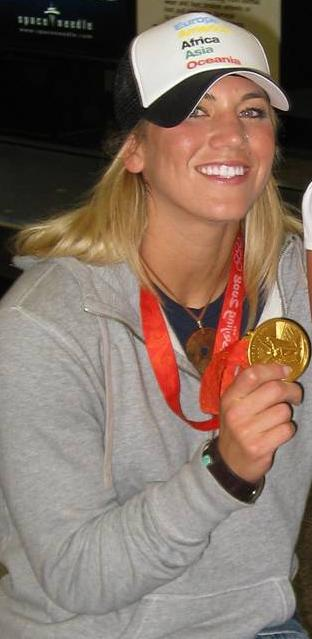
蘇露手持其奧運金牌

在世界杯后进行的的巡回赛上，索洛仍被选进国家队阵容，但她并未参加第一场对墨西哥队比赛前的集训。虽然足协和球员的合同中规定，每位参加世界杯的球员都有权在巡回赛中上场，但索洛没有获准参加三场对墨西哥队比赛中的任何一场。在第一和第三场比赛中，她的位置被布莱安娜·斯库里取代，而妮科尔·巴恩哈特则打了第二场比赛。2007年10月20日进行的第三场对墨西哥队的比赛，标志着美国女足2007赛季的结束。2008年1月，球队重新集结，开始了奥运会前的集训。瑞恩则在2007年12月合同到期并未获续约后离开了球队。
2008年奧運會
2008年6月23日，索洛被选为美国队出战北京奥运会的首发门将。和2004年相反，这次布莱安娜·斯库里没有入选正式阵容，而是作为一名候补队员参赛。8月21日，美国队通过加时赛以1-0战胜巴西队，获得了女足金牌。这其中索洛的表现至关重要，她用一次又一次成功扑救阻挡了巴西队充满威胁的进攻。
2011年女子世界盃
2016年奧運會
2016年8月12日，里約熱內盧奧運女足八強賽，美國迎戰瑞典。雙方在120分鐘法定時間內未能分出勝負，最終瑞典通過點球大戰將美國淘汰出局，終結了美國女足14場奧運比賽不敗的紀錄。索洛在賽後接受採訪時毫不掩飾地說：「我們輸給了一群懦夫。厲害的那支球隊今天沒贏球。」盡管索羅事後解釋她只是對瑞典隊嚴防死守的戰術不滿，認為這種戰術「違反了奧運精神」，也表示願意道歉，但美國足協還是決定處罰索羅禁賽六個月，並終止她的國家隊合約，而索羅當時效力的西雅圖君主也決定讓索羅休假，直到賽季結束。

## 私人生活
蘇露的父母在她6歲之年離異，當她與兄弟馬庫斯（Marcus）隨同母親生活時，仍然與父親杰弗里（Jeffrey）保持緊密聯繫，其義裔父親是一名「越戰老兵」，有時無家可歸，在西雅圖街頭或市外樹林露宿，但一直對蘇露影響深遠，是她的啟蒙足球教練，他於2007年6月15日因心臟衰竭離世，享年69歲。
蘇露居於有70年樓齡的老家，飼養4隻小雞，喜愛墨西哥食物，尤其母親炮製的卷餅。足球以外蘇露亦喜愛沙灘排球。

## 榮譽

### 個人
- WPS年度最佳門將：2009年；
- 世界盃銅球獎：2011年[31]；
- 世界盃金手套：2011年、2015年[31]；
- 世界盃全明星隊：2011年[31]；

## 外部連結
- 霍普·索洛 – FIFA國際賽競賽紀錄 (存檔)
- 官方网站
- US Soccer player profile
- Atlanta Beat profile
- Saint Louis Athletica profile
- Washington profile
- Hope Solo fan site （页面存档备份，存于）
- NikeWomen:Hope Solo